# فرودگاه وودستاک (انتاریو)
فرودگاه وود استوک (انتاریو) (به انگلیسی: Woodstock Airport (Ontario)) یک فرودگاه همگانی است که یک باند فرود شن دارد و طول باند آن ۹۴۵ متر است. این فرودگاه در کشور ایالات متحده آمریکا قرار دارد و در ارتفاع ۳۱۷ متری از سطح دریا واقع شده است.